# Achaacha
Achaacha là một đô thị thuộc tỉnh Mostaganem, Algérie. Dân số thời điểm năm 2002 là 31.36 người.